# Kado Misaki
Kado Misaki är en udde i Antarktis. Den ligger i Östantarktis. Norge gör anspråk på området.
Terrängen inåt land är huvudsakligen kuperad, men den allra närmaste omgivningen är varierad. Havet är nära Kado Misaki åt nordväst. Trakten är obefolkad. Det finns inga samhällen i närheten. 